# Rebecca Romijn
Rebecca Alie Romijn O'Connell (Berkeley (Californië), 6 november 1972) is een Amerikaans fotomodel, presentatrice en actrice van Nederlandse afkomst.
Romijn studeerde muziek aan de universiteit van Californië en kwam daar in contact met de modellenwereld, waarna ze voor twee jaar naar Parijs verhuisde. Daar werkte ze voor Victoria's Secret en voor Sports Illustrated magazine. Ook presenteerde ze van 1998 tot 2000 het programma House of Style bij de muziekzender MTV.
Ze heeft meegespeeld in de films X-Men, X2 en X-Men: The Last Stand. Andere films waarin ze meespeelde waren onder meer Femme Fatale, Rollerball, The Punisher en Godsend. In 2006 speelde Romijn met Ben Affleck in de film Man About Town.
Van 1998 tot 2005 was Romijn getrouwd met de acteur John Stamos. In 2007 hertrouwde ze met acteur Jerry O'Connell. Samen met hem kreeg zij in 2008 een tweeling, twee dochters.

## Filmografie

### Film
- 1998: Dirty Work, als bebaarde vrouw
- 1999: Austin Powers: The Spy Who Shagged Me, als zichzelf
- 2000: X-Men, als Raven Darkhölme / Mystique
- 2002: Femme Fatale, als Laure Ash / Lilly Watts
- 2002: Rollerball, als Aurora
- 2002: Run Ronnie Run, als zichzelf
- 2002: Simone, als Faith
- 2003: X2, als Raven Darkhölme / Mystique
- 2004: Godsend, als Jessie Duncan
- 2004: The Punisher, als Joan
- 2006: The Alibi, als Lola
- 2006: Man About Town, als Nina Giamoro
- 2006: X-Men: The Last Stand, als Raven Darkhölme / Mystique
- 2008: Lake City, als Jennifer
- 2010: The Con Artist, als Belinda
- 2011: X-Men: First Class, als Raven Darkhölme / Mystique (cameo)
- 2012: Good Deeds, als Heidi
- 2014: Phantom Halo, als mevrouw Rose
- 2015: Larry Gaye: Renegade Male Flight Attendant, als Sally
- 2018: The Death of Superman, als Lois Lane (stemrol)
- 2018: The Swinging Lanterns Stories, als Malia
- 2019: Satanic Panic, als Danica Ross
- 2019: Reign of the Supermen, als Lois Lane (stemrol)
- 2019: Batman: Hush, als Lois Lane (stemrol)
- 2020: Justice League Dark: Apokolips War, als Lois Lane (stemrol)
- 2021: Endangered Species, als Lauren Halsey

### Televisie

#### Als actrice
- 1997: Friends, als Cheryl
- 1999: Hefner: Unauthorized, als Kimberly Hefner
- 1999-2000: Just Shoot Me!, als Adrienne Barker
- 2000: Jack & Jill, als Paris Everett
- 2006: Pepper Dennis, als Pepper Dennis
- 2006-2008: Ugly Betty, als Alexis Meade
- 2007: Drawn Together, als Charlotte
- 2007: Carpoolers, als Joannifer
- 2009-2010: Eastwick, als Roxie Torcoletti
- 2011: Chuck, als Robin Cunnings
- 2011: The Cleveland Show, als afgestudeerde (stemrol)
- 2011: Possesing Piper Rose, als Joanna Maxwell
- 2011: Special Agent Oso, als Miss Garcia (stemrol)
- 2011-2012: NTSF:SD:SUV::, als Jessie Nichols
- 2013: Burning Love, als Katie
- 2013: King & Maxwell, als Michelle Maxwell
- 2014: The Pro, als Margot
- 2014-2018: The Librarians, als Eve Baird
- 2015: Adventure Time, als The Empress (stemrol)
- 2015: Key & Peele, als kapitein
- 2017: Love Locks, als Lindsey Wilson
- 2018: Carter, als Cassidy Lenox
- 2019: Star Trek: Discovery, als Number One
- 2019: Star Trek: Short Treks, als Number One
- 2020: Curb Your Enthusiasm, als Penelope
- 2022-heden: Star Trek: Strange New Worlds, als Number One

#### Als presentatrice
- 2002: MADtv
- 2009: Project Runway, als jurylid
- 2014-2016: Skin Wars
- 2015: RuPaul's Drag Race, als jurylid
- 2022: The Real Love Boat